# Batalla de Ramadi (2004)

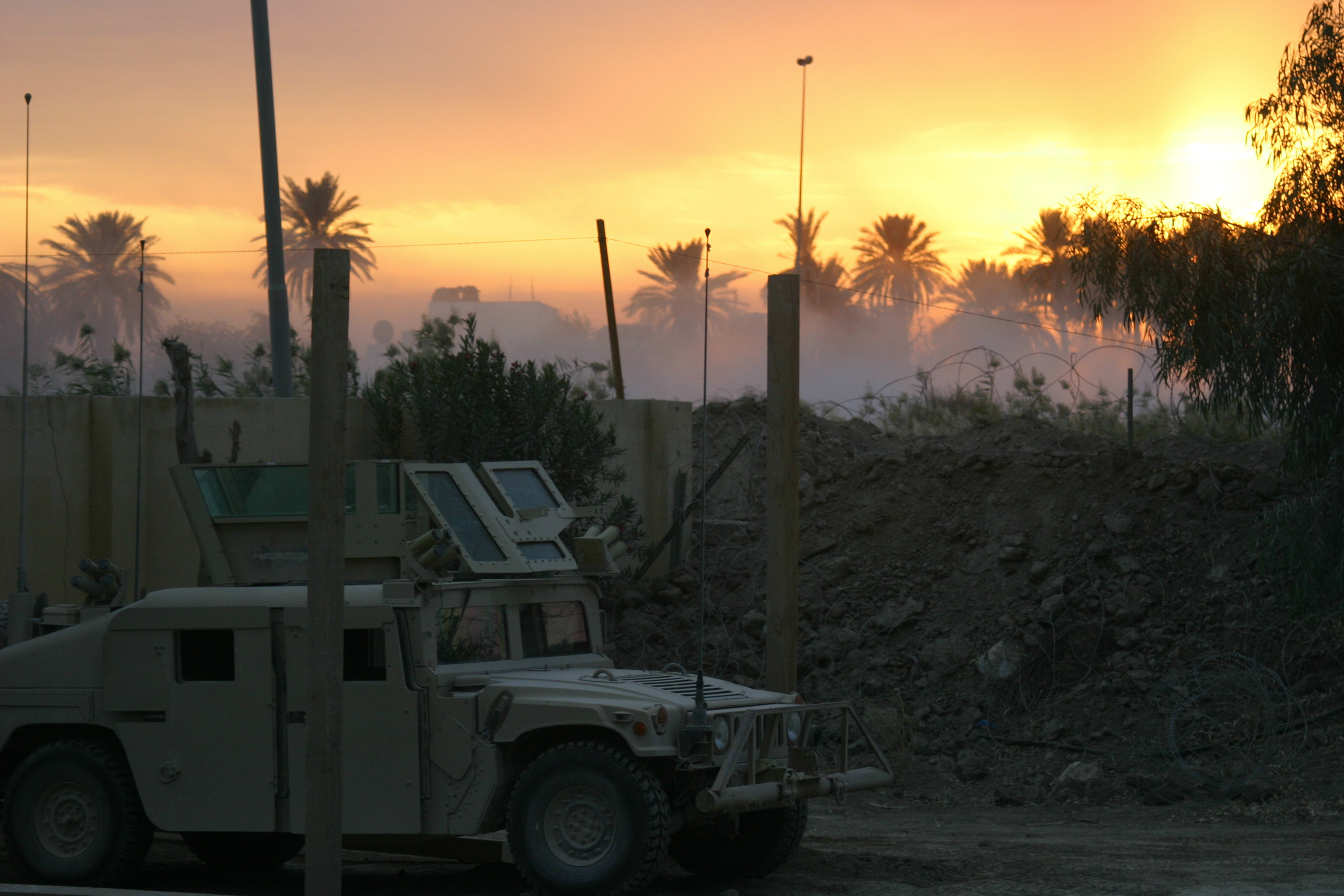
Humvee en Ramadi.

La batalla de Ramadi fue una batalla llevada a cabo en abril de 2004 entre los insurgentes y los soldados estadounidenses por el control de la ciudad situada en la provincia de Al Anbar.
Faluya estaba bajo el sitio por Fuerzas de la Coalición Multinacional y los insurrectos esperaban aliviar la presión en la ciudad intentando una propia ofensiva. Ramadi, la capital de Al Anbar se vio como un centro de la gravedad para las fuerzas de la coalición, y así un objetivo principal para atacar.
Antes de que la batalla comenzara, los insurrectos cortaron la carretera de Al Anbar a Bagdad.

## Antecedentes a la batalla
Antes del 6 de abril los Infantes de marina habían visto muy poco combate, principalmente ataques de IED y emboscadas de pequeña escala, los norteamericanos hacían campaña y socializaban para ganarse a la población de la ciudad. Pero tuvieron sólo unas bajas incluso un Infante de marina que perdió su mandíbula en un ataque de IED.

## Desarrollo de la batalla
Durante la mañana del 6 de abril el ataque por los insurrectos iraquíes fue iniciado por una emboscada en una escuadrilla del 3.er pelotón de Golf Company. La emboscada ocurrió al sur de la ruta de suministro principal denominada Michigan y al este de Easy St en el centro de la ciudad de Ramadi. La emboscada mató a 3 Infantes de marina dentro de unos minutos e hirió casi todo el resto de la escuadrilla. La escuadrilla pidió que el QRF (Fuerza de Reacción Rápida) viniera a su ayuda. En este tiempo la mayor parte de las fuerzas estadounidenses fueron entabladas en la Operación Resolución Vigilante en Falluya por tanto los Infantes de marina no tenían acceso a poderío aéreo o artillería que hace el único apoyo ser la Cuerpo de Marines de Estados Unidos y una pequeña Unidad de ejército quien permaneció por las afueras de la ciudad.
Los infantes de marina del 1er pelotón de Golf Company mandados por el Teniente Donovan Campbell respondieron a la ayuda de la reducción de la escuadrilla.
Al mismo tiempo Golf Company se había llamado para rescatar una de su reducción de escuadrillas Echo Company había venido bajo el fuego intenso a su puesto de observación al Oeste del Puesto avanzado de Combate. Echo Company respondió al Oeste que era más zona rural que el urbano aumentó el área en la cual Golf Company luchaba. Echo Company encontró casi el mismo número de insurrectos al Oeste del puesto avanzado de Combate que el Golf hizo al este. A este punto el Teniente Coronel Kennedy llamó todo el [[2.º Batallón 4.os Infantes de marina]] a la ciudad para eliminar a los insurrectos. Casi todo el [[2do Batallón los 4.os Infantes de marina]] estaban en la lucha.
Durante los cuatro días siguientes los insurrectos sólo lucharían en horas de la luz del día en un intento de no dar a los Infantes de marina la ventaja de usar dispositivos de la visión nocturna.
Después de cuatro días de enfrentamientos intensos en la ciudad los insurrectos se eliminaron o se mataron. Esto era una de las pocas luchas principales que ocurrieron en 2004 donde los Infantes de marina tenían sólo sus rifles y ningún apoyo aéreo o apoyo del fuego indirecto para eliminar a los insurrectos. Mientras el ejército tenía la armadura en rodea su participación era mínima.

## Bajas
Los infantes de marina y los soldados de ejército mataron a aproximadamente 500-650 rebeldes del 6 de abril al 10 de abril en enfrentamientos que rompieron la ofensiva insurgente. Trece Infantes de marina murieron y veinticinco resultaron heridos en la batalla el 6 de abril. Otros cuatro infantes de marina murieron a lo largo de los cuatro días siguientes, a causa de las heridas recibidas.